# Abderrazak Makri
Abderrazak Makri (en arabe : عبد الرزاق مقري), est un homme politique algérien, né le 23 octobre 1960  à M'Sila, en Algérie. Il a occupé le poste de président du Mouvement de la société pour la paix algérien (MSP) depuis Mai 2013 jusqu'a Mars 2023.

## Biographie

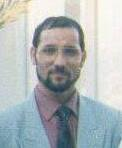
Makri pendant les années 1990

Né le 23 octobre 1960 à M'Sila, Abderrazak Makri est médecin de formation et titulaire d'un magistère en droit et jurisprudence islamique.
Il a effectué ses études supérieures en médecine à l'université de Sétif, de 1979 à 1986.
Il est directeur du centre d'études et de recherches en sciences humaines dénommé « législation islamique et éthique ».
Il est responsable de l'Académie Jiltarjih pour la formation de jeunes dirigeants politiques en Algérie.
Depuis 1991, il est membre du bureau national du Mouvement de la société pour la paix (MSP). Il est longtemps son vice-président et président de son groupe parlementaire à l'Assemblée populaire nationale (APN). Le 4 mai 2013, il est élu président du MSP, à l'issue de son 5e congrès.
Il est candidat à l'élection présidentielle algérienne de 2019 avant de s'en retirer, le scrutin étant par la suite annulé dans le contexte des manifestations de 2019 en Algérie.
En décembre 2023 , il fait l'objet  d'interdiction de sortie du territoire du fait  son soutien à la cause palestinienne. Cette mesure est levée peu après.

## Itinéraire
| N° | Fonction                                                                                       | Début            | Fin             |
| -- | ---------------------------------------------------------------------------------------------- | ---------------- | --------------- |
| 01 | Études Universitaires en Médecine à l'Université de Sétif                                      | 1979             | 1986            |
| 02 | Membre du Bureau National du Mouvement de la société pour la paix (MSP) algérien (1er Congrès) | 5 mai 1991       | 5 juin 1997     |
| 03 | Député de la wilaya de M'Sila à l'APN                                                          | 5 juin 1997      | 30 mai 2002     |
| 04 | Député de la wilaya de M'Sila à l'APN                                                          | 30 mai 2002      | 17 mai 2007     |
| 05 | Vice-président du Mouvement de la société pour la paix (MSP) algérien (4e Congrès)             | 17 mai 2007      | 4 mai 2013      |
| 06 | Président du Mouvement de la société pour la paix (MSP) algérien (5e Congrès)                  | 4 mai 2013       | 23 juillet 2017 |
| 07 | Président du Mouvement de la société pour la paix (MSP) algérien                               | 17 décembre 2017 | 17 mai 2018     |
| 08 | Président du Mouvement de la société pour la paix (MSP) algérien (7e Congrès)                  | 17 mai 2018      | 18 mars 2023    |

## Prises de position
Après la prise du pouvoir en Afghanistan par les talibans en 2021, Abderrazak Makri s’en félicite publiquement, et compare le retrait des soldats américains d’Afghanistan à celui des troupes françaises d’Algérie en 1962.

## Source
- Site officiel de Abderrazak Makri (http://makri.net/)
- Site officiel du Mouvement de la société pour la paix (MSP) (http://www.hmsalgeria.net/)